# Wilhelm August (Sachsen-Eisenach)
Wilhelm August (* 30. November 1668 in Eisenach; † 23. Februar 1671 ebenda) war zeitlebens nomineller Herzog von Sachsen-Eisenach, einem ernestinischen Herzogtum.

## Leben
Wilhelm August wurde als jüngster und einziger überlebender Sohn von Adolf Wilhelm, Herzog von Sachsen-Eisenach, und Marie Elisabeth von Braunschweig-Wolfenbüttel geboren. Damit entstammte er einer jüngeren Linie des Hauses Sachsen-Weimar aus der ernestinischen Linie der Wettiner (vgl. Stammliste des Hauses Wettin).
Adolf Wilhelm waren bei einer verabredeten Nutzungsteilung des Herzogtums Sachsen-Weimar 1662 die Einkünfte mehrerer Ämter im Raum Eisenach zugefallen, wo er entsprechend seine Residenz nahm. Die Regierung erfolgte jedoch formell gemeinsam mit seinen Brüdern, vertreten durch den ältesten, Johann Ernst II. von Sachsen-Weimar. Im Jahr darauf vermählte sich Adolf Wilhelm mit Marie Elisabeth, woraufhin beide bemüht waren, für einen Erben zu sorgen. Mit Karl August (1664–1665), Friedrich Wilhelm (1665), Adolf Wilhelm (1666) und Ernst August Erdmann (1667–1668) wurde zwar in jedem Folgejahr ein Erbprinz geboren, doch keiner von ihnen überlebte den Vater, der selbst 34-jährig am 21. November 1668 verstarb.
Neun Tage später, also posthum, wurde Wilhelm August als fünfter und jüngster Sohn geboren. Somit war er vom Augenblick seiner Geburt an nomineller Landesfürst von Eisenach. Als Minderjähriger stand er dabei unter Vormundschaft, die sein Onkel Johann Georg, der nächstjüngere Bruder Adolf Wilhelms, ausübte. Zwar vollendete Wilhelm August als einziger der fünf Brüder das zweite Lebensjahr, doch wenige Monate danach starb der kränkliche Junge, so dass Sachsen-Eisenach zunächst zur gemeinsamen Regierung an Johann Georg und dessen verbliebene Brüder Johann Ernst II. von Sachsen-Weimar und Bernhard von Sachsen-Jena fiel. Im Land galt eine mehr als dreimonatige Staatstrauer, die mit Christi Himmelfahrt am 7. Mai 1671 endete.
Nachdem ein Jahr später nach dem Tod von Friedrich Wilhelm III. von Sachsen-Altenburg etwa ein Viertel des Herzogtums Sachsen-Altenburg an sie gefallen war, einigten sich die drei Brüder in einem Vergleich darauf, ihr Herzogtum ähnlich wie bereits 1662 neu aufzuteilen, diesmal allerdings mit getrennten Regierungen. Johann Georg, der zuvor zunächst in Marksuhl residiert hatte, fiel dabei Sachsen-Eisenach zu, womit er seinem einstigen Mündel Wilhelm August als Landesfürst nachfolgte.